# Tayloria dubyi
Tayloria dubyi là một loài rêu trong họ Splachnaceae. Loài này được Broth. mô tả khoa học đầu tiên năm 1903.